# Eucytherura laciniata
Eucytherura laciniata is een mosselkreeftjessoort uit de familie van de Cytheruridae. De wetenschappelijke naam van de soort is voor het eerst geldig gepubliceerd in 1981 door Hu.